# Éric Gourgoulhon
Éric Gourgoulhon est un physicien français connu pour ses travaux sur la relativité, la gravitation et les objets compacts tels que les trous noirs et les étoiles à neutrons. Il travaille dans l’unité LUX (Laboratoire de l’Univers et de ses phénomènes eXtrêmes) à l’Observatoire de Paris en tant que directeur de recherche au sein du Centre national de la recherche scientifique (CNRS),.
Il est l’auteur de Special Relativity in General Frames et de 3+1 Formalism in General Relativity. Il est également contributeur au projet SageManifolds, une extension libre de SageMath pour la géométrie différentielle et le calcul tensoriel, notamment en relativité générale. Gourgoulhon a participé à des entretiens et des conférences sur les ondes gravitationnelles, les trous noirs et la physique relativiste, diffusés sur la radio et la télévision françaises, YouTube et podCloud.

## Carrière

### Formation
Éric Gourgoulhon a étudié à l'École normale supérieure de Lyon (campus de Saint-Cloud) de 1987 à 1990. Auparavant, il a fréquenté l'École normale supérieure de Saint-Cloud (1986–1987) après avoir effectué des classes préparatoires au lycée Blaise Pascal à Clermont-Ferrand (1984–1986). Il a obtenu un DEA en astrophysique et techniques spatiales à l'Université Paris-Diderot en 1988, puis un magistère de physique en 1990 et un doctorat en astrophysique en 1992 dans le même établissement. Il a également obtenu l'agrégation de mathématiques en 1989 et a soutenu une habilitation à diriger des recherches (HDR) à l’Université Paris-Diderot en 2003. Sa thèse de doctorat, intitulée Étude numérique des effondrements gravitationnels en relativité générale, a été réalisée sous la direction de Silvano Bonazzola à l'Université Paris-Diderot.

## Récompenses et distinctions
- Médaille d'argent du CNRS (2012)[9].
- Prix Langevin de l'Académie des sciences (2004)[10].
- Prix Jeune chercheur de la Société française d'astronomie et d'astrophysique (1998)[11].